# Тяжельников, Михаил Иванович
Михаил Иванович Тяжельников (1866—1933) — генерал-майор Русской императорской армии, герой Первой мировой войны, Черноморский губернатор в Вооружённых силах Юга России.

## Биография
Родился 25 сентября 1866 года, сын генерал-лейтенанта Ивана Ивановича Тяжельникова (младшего) и внук героя Крымской войны генерал-лейтенанта Ивана Ивановича Тяжельникова (старшего).
Среднее образование получил в Петровском Полтавском кадетском корпусе, по окончании которого 1 сентября 1884 года был зачислен в Николаевское инженерное училище.
Выпущен 7 августа 1887 года подпоручиком в 5-й саперный батальон. Ровно через два года Тяжельников был произведён в поручики с переименованием в подпоручики гвардии и зачислением в лейб-гвардии Литовский полк. 7 августа 1893 года произведён в поручики.
В 1895 году Тяжельников успешно сдал вступительные экзамены в Николаевскую академию Генерального штаба, которую окончил в 1897 году по 1-му разряду. 19 мая 1897 года произведён в штабс-капитаны гвардии с переименованием в капитаны и зачислением в Генеральный штаб. Был назначен состоять при штабе Варшавского военного округа. С 17 января 1898 года являлся начальником строевого отдела штаба Осовецкой крепости, причём с 24 октября этого же года по 24 октября 1899 года отбывал цензовое командование ротой лейб-гвардии Егерского полка. С 29 декабря 1899 года состоял для особых поручений при штабе 5-го армейского корпуса. 31 марта 1901 года был прикомандирован к Чугуевскому пехотному юнкерскому училищу в качестве преподавателя военных наук, 1 апреля 1901 года произведён в подполковники. С 1 мая по 1 сентября 1904 года для прохождения служебного ценза командовал батальоном в 201-м пехотном Лебединском полку.
29 сентября 1904 года Тяжельников был назначен исправляющим должность начальника штаба 16-й пехотной дивизии, 15 февраля следующего года он был утверждён в занимаемой должности и 17 апреля 1905 года произведён в полковники. В 1908 году он по два месяца был прикомандирован для ознакомления со службой к артиллерии и кавалерии. 28 июня 1910 года Тяжельников был назначен командиром 11-го пехотного Псковского полка.
Накануне начала Первой мировой войны Тяжельников 23 июня 1914 в связи с болезнью был уволен от службы с производством в генерал-майоры и зачислением в пешее ополчение по Черноморской губернии, однако после начала войны он 15 августа вернулся на строевую службу с чином полковника и был назначен командиром 4-го гренадерского Несвижского полка. Сражался с немцами в Польше. 5 января 1915 года Тяжельников был ранен шрапнельной пулей во время рекогносцировки у местечка Радошице Копского уезда.
Высочайшим приказом от 14 апреля 1915 года Тяжельников был награждён орденом св. Георгия 4-й степени
За то, что в период действий отряда ген.-лейт. Ставровича у гор. Новорадомска 7—9 ноября 1914 г., будучи начальником левого участка, получил задачу удерживать свои позиции под натиском сильнейшего противника, дабы дать возможность правому участку охватить и атаковать неприятельский левый фланг, не только выполнил свою задачу, обороняясь, но под сильным и действительным неприятельским огнём, перешёл в наступление сам, чем способствовал общему успеху, при этом было взято в плен 19 офицеров, 1200 нижних чинов и 10 пулемётов.
Вскоре он был произведён в генерал-майоры (со старшинством от 5 декабря 1914 года). 6 августа 1915 года он был назначен справляющим должность начальника штаба Петроградского военного округа, а весной 1917 года зачислен в резерв чинов при штабе этого округа. 10 июня 1917 года по прошению (в связи с болезнью) уволен от службы с мундиром и пенсией.
После Октябрьской революции Тяжельников уехал на Юг России, вступил в Вооружённые силы Юга России и 5 июня 1919 года назначен военным губернатором Черноморской губернии, в октябре того же года был командующим войсками Черноморского побережья. После поражения белых армий он эмигрировал в Сербию, а затем во Францию.
Скончался 19 декабря 1933 года в Курбевуа, похоронен на кладбище Сент-Женевьев-де-Буа.

## Награды
Среди прочих наград Тяжельников имел ордена
- Орден Святого Владимира 4-й степени (1906 год)
- Орден Святого Владимира 3-й степени (11 марта 1912 года)
- Орден Святого Георгия 4-й степени (15 апреля 1915 года)
- Орден Святого Станислава 1-й степени
- Орден Святой Анны 1-й степени (20 декабря 1916 года)